# اس‌ام‌اس بادن
اس‌ام‌اس بادن (به انگلیسی: SMS Baden) یک کشتی است که طول آن ۱۸۰ متر (۵۹۰ فوت ۷ اینچ) می‌باشد. این کشتی در سال ۱۹۱۵ ساخته شد.